# Giorgio Ordelaffi
Giorgio Ordelaffi (1360 circa – 25 gennaio 1423) è stato signore e vicario Pontificio di Forlì.

## Biografia
Figlio naturale di Tebaldo della nobile famiglia degli Ordelaffi (1353-1382, a sua volta figlio di Ludovico, fratello di Sinibaldo Ordelaffi) e di Mentuccia (morta il 9 settembre 1427), donna di estrazione popolare.
Giorgio trasferì la dimora della famiglia nel Campo dell'Abate, oggi Piazza Aurelio Saffi, ormai divenuta la piazza centrale della città. Nel 1411 divenne Signore di Forlì; tenne la signoria sino alla morte nel 1423. Il 25 dicembre 1418 fu nominato Vicario pontificio per la sua città.
Nel 1412 restaurò il castello detto Casa murata, da cui, perduto ormai il castello, deriva l'attuale toponimo Casemurate.
Nel contrasto fra il papa Gregorio XII e l'antipapa Giovanni XXIII, appoggiò il primo, anche se Giovanni, per ingraziarsi i Forlivesi, nel 1413 nominò vescovo di Forlì Alberto Buoncristiani, dei Servi di Maria, un Ordine particolarmente caro ai Forlivesi soprattutto per l'appartenenza allo stesso del beato Pellegrino Laziosi.
Nel 1419, papa Martino V passò da FOrlì e fu ospite per tre giorni di Giorgio, che venne nominato vicario apostolico.
Giorgio Ordelaffi morì nel 1423, quando il figlio Tebaldo Ordelaffi era ancora piccolo. La mancanza di un erede diretto offrì al Duca di Milano Filippo Maria Visconti l'occasione di tentare la conquista della Romagna. Il Visconti scese in Romagna nello stesso anno; si scontrò con Firenze, fermamente decisa a contrastarne le ambizioni. La prima battaglia fu combattuta il 6 settembre 1423 e l'esito fu svavorevole ai fiorentini.
Dopo ulteriori sconfitte di Firenze, la Repubblica di Venezia decise di intervenire (1425) a loro favore, persuasa dal Conte di Carmagnola. La guerra si spostò in Lombardia, mentre il Visconti cedeva al Papa Forlì e Imola.

## Discendenza
Giorgio sposò il 3 luglio 1412 Lucrezia, figlia di Ludovico Alidosi signore di Imola, e ne ebbe due figli:
- Tebaldo (1413-1425), fu nominalmente Signore di Forlì dal 1423 al 1425;
- n.n., nata il 9 luglio 1418[4] e morta nel 1425.